# تأسیسات سد لتیان
تأسیسات سدلتیان یکی از مناطق مسکونی دهستان لواسان بزرگ بخش لواسانات در شهرستان شمیرانات استان تهران ایران است که برای سکونت کارکنان و پرسنل سد لتیان احداث گردیده است.

## جمعیت
جمعیت این منطقه مسکونی بر اساس سرشماری سال ۱۳۸۵ حدود ۳۴۱ نفر در ۸۳ خانوار بوده است که قطعاً تا کنون افزایش یافته است.